# Vriesea burle-marxii
Vriesea burle-marxii là một loài thực vật có hoa trong họ Bromeliaceae. Loài này được Leme miêu tả khoa học đầu tiên năm 1993.